# 인트로다콰
인트로다콰(이탈리아어: Introdacqua)는 이탈리아 아브루초주 라퀼라도에 있는 코무네이다.